# Čeladná (hrad)
Hrad Čeladná stával na ostrožně Kozinec na svahu Malé Stolové, nedaleko soutoku Čeladenky s Korabským potokem, na okraji obce Čeladná – přibližně 5 km od centra a asi 1 km od místní části Hamry.

## Historie
Přesná doba existence tohoto strážního hrádku není známa, stejně tak neznáme ani jeho majitele. Jeho funkcí bylo střežit zemskou stezku z Moravy do Uher, čemuž by napovídala i jeho poloha. Nedá se ani vyloučit, že se jednalo o jednu z hradních pevnůstek na moravsko-uherské hranici; stejně jako nedaleký hrad Bílá. Pro odbornou veřejnost nebyla jeho přesná poloha dlouho známa, lokalizaci provedl až amatérský archeolog Milan Boris. Na základě archeologického průzkumu můžeme jeho vznik zařadit do konce 13. či počátku 14. století a zánik do 15. století.